# João Costa (football, 2000)
Costinha né le 26 mars 2000, est un footballeur portugais qui évolue au poste d'arrière droit à l'Olympiakós.

## Biographie

### En sélection
Costinha participe au championnat d'Europe des moins de 19 ans en 2019, qui se déroule en Arménie. Lors de cette compétition, il joue tous les matchs, dont les trois derniers comme titulaire. Le Portugal est défait le 27 juillet par l'Espagne, en finale.